# Muntingiaceae
Classification APG III (2009)
Famille
La petite famille des Muntingiacées regroupe des plantes dicotylédones, appartenant à l'ordre des Malvales ; elle comprend 2-3 espèces réparties en 2-3 genres.
Ce sont des arbres ou des arbustes, originaires d'Amérique tropicale.
Son représentant le plus caractéristique, le cerisier de la Jamaïque (Muntingia calabura) est largement introduit dans toutes les régions tropicales et donne des fruits comestibles.

## Étymologie
Le nom vient du genre type Muntingia, donné en hommage au botaniste allemand Abraham Munting (en) (1626–1683), professeur de botanique à Groningen, qui succéda à son père à la direction du jardin botanique Hortus Haren (en), poste qui, à son décès, fut à son tour occupé par son fils.

## Classification
En classification classique de Cronquist (1981) cette famille n'existe pas, les genres qu'elle contient étant classés dans la famille des Tiliacées.
La classification phylogénétique APG (1998) en fait une famille particulière classée dans l'ordre des Malvales.

## Liste des genres
Selon Angiosperm Phylogeny Website (16 octobre 2016) et DELTA Angio (16 octobre 2016) :
- Dicraspidia (pt) Standl.
- Muntingia
- Neotessmannia (en) Burret

Selon NCBI (16 octobre 2016) :
- Dicraspidia
- Muntingia

Selon ITIS (16 octobre 2016) :
- Muntingia L.

## Liste des espèces
Selon NCBI (16 octobre 2016) :
- Dicraspidia
  - Dicraspidia donnell-smithii
- Muntingia
  - Muntingia calabura